# Karolina Šprem
Karolina Šprem, född 25 oktober 1984 i Varaždin, Kroatien (dåvarande Jugoslavien) är en kroatisk högerhänt tennisspelare.

## Tenniskarriären
Karolina Šprem blev professionell WTA-spelare 2001. Hon har till och med säsongen 2007 ännu inte vunnit någon tourtitel, men 7 singeltitlar och en dubbeltitel i ITF-arrangerade turneringar. Som bäst rankades hon som nummer 17 i singel (oktober 2004) och som nummer 182 i dubbel (maj 2006). Sprem har hittills spelat in $US 941 747 i prispengar.
Som singelspelare har Sprem spelat 3 WTA-finaler: 2003 i Wien (förlust mot Paola Suarez), 2003 i Strasbourg (förlust mot Silvia Farina Elia) och 2005 i Kolkata (förlust mot Anastasia Myskina). I Grand Slam-turneringar har hon som bästa resultat en kvartsfinalplats i Wimbledonmästerskapen 2004 (förlust mot Lindsay Davenport). I den turneringen besegrade hon på väg till kvartsfinalen Venus Williams i andra omgången. Säsongen 2004 var för övrigt hennes genombrottssäsong, då hon bland annat också turneringsbesegrade Svetlana Kuznetsova. Efter Wimbledon rankades Sprem för första gången bland de 20 bästa spelarna. 
Under de två senaste säsongerna (2006 och 2007) har Karolina Sprem haft mindre framgång beroende på skador i armbåge och vrister som tvingat henne att avstå från flera turneringar. Hon har då fallit i ranking och har i säsongsstarten 2008 fallit utanför topp 200 i singel.
Hon deltog i det kroatiska Fed Cup-laget 2001-2006. Hon har spelat 16 matcher i laget och vunnit 9 av dem.

## Spelaren och personen
Karolina Sprem är en typisk baslinjespelare (se artikel grundslag). Hon började spela tennis som 9-åring. 
Förutom tennis intresserar hon sig för simning, fotboll och basketboll. 

## Titlar
- Singel
  - 2003 - ITF/Grenoble-FRA, ITF/Southampton-GBR, ITF/Redbridge-GBR, ITF/Castellon-ESP, ITF/Poitiers-FRA
  - 2002 - ITF/Courmayeur-ITA, ITF/Bergamo-ITA.